# فقعية (طبق)
الفقعيّة إحدى المأكولات الفلسطينيّة القديمة، ويوجد وصفة قريبة منها في أحد كتب الطّبخ الحلبيّة العائدة إلى عصر الايّوبيين. 
وهي من الأكلات المُفضلة في فصل الشتاء البارد على الموائد في غزة، ويتكون من لحم خروف، وسلق، وبصل، وأرز، وحمص حب، وثوم، وليمون حامض، وفلفل حار.
هنالك عدّة طرق لتحضير الفقاعيّة مع مكونات مختلفة، ومنهم 
1. الطّريقة التّقليديّة، وهي باستعمال الأرز والحمّص.
2. نستبدل الأرز والحمّص بجريش الشّعير والعدس الأسود.

تقطع أوراق السلق بشكل ناعم ثم يحمس مع بصل ناعم في الزيت، ثم يضاف الأرز، ويضاف على المكونات المرق، يقلب على نار هادئة حتى قبيل استواء الأرز. ثم يضاف اللحم أو الدجاج المسلوق. يضاف حمص حب وكمية من عصير الليمون الحامض. ويقدم مع المخلل الحامض.   